# Эбертисты
Эбертисты — крайне левое общественно-политическое движение времён Великой французской революции, судьба которого тесно связана со становлением, деятельностью и падением якобинской республики, выражавшее интересы городских низов и мелкой буржуазии. Лидеры этой наиболее хорошо организованной санкюлотской группировки занимали прочные позиции в руководстве «Клуба кордельеров» и Парижской Коммуны, распространяя своё влияние на народные массы, в том числе и с помощью периодической печати (газета «Папаша Дюшен»). Члены этого движения назывались эбертистами и были приверженцами Жака-Рене Эбера. Главную борьбу вели за т. н. «максимумы цен», в том числе с помощью террора, распространявшегося также на борьбу с религией (политика «дехристианизации») и контрреволюцией. 24 марта 1794 года лидеры эбертистов, в том числе сам Жак-Рене Эбер, были гильотинированы решением Революционного трибунала.

## Лидер эбертистов
Жак-Рене Эбер (1757—1794) был известным деятелем Великой Французской Революции, видным членом Якобинского клуба и одним из вожаков Клуба Кордельеров, Парижской Коммуны и народных обществ. Он родился в семье ювелира из Алансона, женатого на провинциальной дворянке. Эбер рано почувствовал интерес к сочинительству. В возрасте 16 лет, едва окончив колледж, он опубликовал анонимный памфлет по случаю одного из провинциальных скандалов, в основе которого лежала любовная интрига. Разоблачённый в этой интриге, Эбер, не желая подвергать семью оплате крупного штрафа, бежал в Париж. Оказавшись в столице без средств и связей, он снова прибег к перу, благодаря которому был замечен директором театра Варьете, который предложил Эберу место контролёра в ложах. Жизнь его начала заметно меняться с началом Революции и особенно с осени 1790 г., когда он стал автором и редактором скандально популярной газеты «Пер Дюшен». Газета на первых порах выделялась благодаря нарочито дерзкому и простонародному языку, на котором была написана; тонко приправленная ругательствами и яркими фольклорными персонажами, она была выразителем чаяний простого парижского народа.
Однако по свидетельствам современников, сам Эбер был абсолютно противоположен образам, создаваемым им же самим в газете.
«Как удивятся наши потомки, когда узнают, что автор этой газеты не был грубым, безнравственным и жестоким: нежное лицо, подкупающая веселость, живой ум выделяли его среди революционеров; и образованность вкупе с талантом обещали обществу нечто иное, нежели составление мятежного листка, а самому ему — конец не на эшафоте». 
При этом Эбер был невысокого роста, изящен, одевался с иголочки, носил напудренный парик и смеялся над прокурором Коммуны Шометтом, ходившим в деревянных башмаках.
Эбер был прекрасно образован, о чём свидетельствуют многочисленные цитаты из сочинений древних авторов, литературы Возрождения и Нового времени, знание истории и мифологии, употребление множества географических названий в тексте своего издания. Так, фигура Эбера, революционера, щёгольски одетого и изъясняющегося на языке санкюлотов, отражала сложность всего якобинского блока, «когда революционный лубок сливался с реалиями политической борьбы и становился частью общественного сознания Франции». О последнем факте свидетельствует множество конкурирующих изданий и «подделок» на газету «Папаша Дюшен», которые составляли целую «семью»: начиная от «Мамаши Дюшен», «сына», «внука», заканчивая «младшим братом» и «кузеном».

## Политические взгляды эбертистов
Жак Рене Эбер, будучи одним из самых ярких представителей санкюлотов, уделял наибольшее внимание аграрному вопросу и плебейским способам его решения. Он подхватил требования сельской и городской бедноты о раздроблении крупных поместий и ферм и сделал их основой своей социальной агитации.
Эбер горячо отстаивал право всех неимущих на землю: «земля, как воздух и вода, принадлежит всем людям». Он доказывал несправедливость владения некоторыми людьми крупными поместьями, в то время как другие вынуждены наниматься к ним в батраки, чтобы выжить. Он не претендовал на то, чтобы все стали одинаково богатыми. Для него справедливо то, когда более талантливый зарабатывает больше. А потому нахождение большей части земли в руках «бездельников» и «низких эгоистов» тем более несправедливо.
Также Эбер поддержал популярное в народе требование раздела имущества роялистов и жирондистов, участвовавших в мятеже, а также тех собственников, которые нарушают закон о твердых ценах на хлеб. Таким образом, Эбер смело выступал с требованием уравнительного раздела земель. Раздел крупных имений и ферм, превращение всех трудящихся на земле в мелких собственников — вот программа Эбера. Так, социальный идеал Эбера нашёл своё выражение в петиции секции Санкюлотов от 2 сентября 1793 г.
Представления эбертистов о народовластии лучше всего выразил соратник Ж. Эбера — Варле. Он определённо высказывался за необходимость представительных учреждений и заявлял, что нельзя управлять страной без наличия центрального законодательного органа и центрального правительства. Однако при этом он решительно отстаивал право народа контролировать своих избранников и определять линию их поведения. Он требовал смертной казни для депутатов, «предавших интересы их избирателей» и допускал возможность их отзыва при менее грубых нарушениях.
Политическая программа Эбера также сводилась к тому, чтобы обеспечить всю полноту революционной власти самому народу.

## Периодическое издание эбертистов
Главное и единственное печатное издание эбертистов была их газета «Папаша Дюшен» (или «Пер Дюшен»), выполненная в стилистике лубка, с кричащим заголовком и броской зарисовкой вверху.
Эта газета состояла из 8 страничек 11х16 и представляла собой типичное издание революционных лет, часто называемое периодическим памфлетом. Наряду с «Другом народа» Марата и «Парижскими революциями» Прюдома «Пер Дюшен» был ярким представителем так называемой «прессы мнения».
Верхнюю часть заглавной страницы занимала лубочная картинка, изображавшая Папашу Дюшена, персонажа балаганных представлений, известного в литературе с середины XVIII века. Заголовок газеты набирался особым шрифтом; с 1791 г. он начинался словами «Великий гнев» или «Великая радость» Папаши Дюшена, что соответствовало настроению революционеров и позволяло читателям узнать этот листок среди остальных революционных изданий.
Персонаж парижского фольклора Папаша Дюшен — балагур-печник, с длинной трубкой во рту, который на остром, крепком, не всегда цензурном языке выражал свою «радость» или свой «гнев» по поводу происходящих событий. Этот образ родился на ярмарочных представлениях и затем перекочевал в публицистику.
С сентября 1790 г. Антуан Лемэр стал выпускать газету «Пер Дюшен». С декабря 1790 г. газету под таким же названием стал выпускать и аббат Жюмель. С июня-июля 1790 г. стали выходить отдельные разрозненные номера эберовского «Пер Дюшен». Таким образом, в одно время в Париже выходили сразу три одноимённых издания, на страницах которых папаша Дюшен нападал на знатных и богатых. Эберовская газета более других угодила настроениям своих читателей. И поэтому его конкуренты вынуждены были вскоре прекратить свои издания, а Эбер стал популярнейшим среди санкюлотов журналистом. Популярность «Пер Дюшен» объяснялась тем, что на её страницах точно была передана атмосфера энтузиазма, угрозы и страха, реально воплощавшая настроения и отображавшая психологию санкюлотов. Однако популярность можно также объяснить тем, что эта газета в числе немногих стала официальным органом Военного министерства и благодаря протекции одного из лидеров эбертистов Венсана, генерального секретаря министерства, рассылалась в департаменты и в армию.
На страницах газеты Эбер не стесняясь нападал на «спекулянтов» и «торговцев деньгами» (уже в № 14 от февраля 1791 г.). «Папаша Дюшен» не скрывал своей ненависти к богатым, а после бегства короля в Варенн (в июне 1791 г.) заявил, что тот — «подлый дезертир», и он сам готов стать регентом.
«Что же ты станешь делать, папаша Дюшен, став регентом? — Я начну с того, что прогоню всех притворных патриотов, проскользнувших, подобно змеям, в национальное собрание, в муниципалитет, в департамент. Я соберу вам новое Законодательное собрание, которое будет состоять не только из активных граждан, но изо всех честных людей, бедных или богатых, которые заслужат эту честь вследствие их патриотизма или их дарований… я буду покровительствовать искусствам, поддерживать торговлю, я добьюсь казни всех, кто занимается ажиотажем».
1 октября 1791 г. «Пер Дюшен» призывал удешевить хлеб, «повесить всех финансистов и торговцев человеческим мясом» и т. п.

## Отличия эбертистов от «бешеных»
Две главные санкюлотские группировки периода Великой французской революции — эбертисты и «бешеные». Как первым, так и последним были присущи черты бунтарства. И те и другие являлись ревностными поборниками террора, причём террора «плебейского», направленного против как феодалов, так и скупщиков, торговцев и спекулянтов, наживающихся на народе.
Однако политическая позиция эбертистов отличалась большей неустойчивостью и часто менялась в зависимости от общественных настроений, отражая колебания мелкособственнической верхушки простонародья:
- они вставали во главе повстанческого движения (Шометт и Эбер в Повстанческой Коммуне 10 августа 1792 г.);
- упорно сдерживали массы, навязывая им легалистскую тактику (такова была роль Коммуны Парижа в событиях 31 мая 1793 г. — свержении Жиронды. Восстание готовилось не в Парижской Коммуне, а в парижских секциях во главе с активистами-эбертистами, бешеными и якобинцами);
- они то преследовали «бешеных» (во время дел о «бешеных», август-сентябрь 1793 г.);
- то впадали в явные эксцессы типа «дехристианизации» в Париже в конце 1793 г.;
- то решались на авантюрный путч (попытка эбертистского восстания в марте 1794 г.)

Соответственно с этим менялся и накал агитации «Папаши Дюшена», отражая то впадение эбертистов в крайний терроризм, то проявление явной «умеренности».
Эбер неоднократно призывал к народным расправам с аристократами и попами — в декабре 1791 г., с изменниками — накануне восстания 10 августа 1792 г. Но уже в конце сентября 1792 г., после массовых убийств заключённых в тюрьмах, герой Папаша Дюшен распекал тех, кто дышит «кровью и резней», заявляя, что санкюлоты «не должны больше сами чинить правосудие и пачкаться кровью подлецов».
Не стоит забывать о весьма важном достижении санкюлотского движения. Восстание 4-5 сентября 1793 г. (часто называемое в научной литературе «плебейским натиском») — наиболее крупное социальное выступление парижской бедноты, преимущественно рабочих, развернувшееся стихийно. Его вызвали новые неудачи на фронтах и обострение продовольственного кризиса. Парижская Коммуна и её руководители (Шометт и Эбер) сыграли в этих событиях большую роль. Они примкнули к стихийно возникшему восстанию и придали ему более или менее организованный характер, направив его против новых богачей, то есть крупной буржуазии. Так, под нажимом парижских санкюлотов были установлены декретом от 29 сентября 1793 г. твердые цены (так называемые «максимумы цен») на предметы первой необходимости.
Таким образом, хотя эбертистам и присущи черты крайнего экстремизма, но все же они проводили и более умеренную политику, в зависимости от часто меняющихся событий и настроений. Их исторической заслугой можно считать то, что именно они сформулировали (совместно с «бешеными») ту социально-экономическую и политическую программу, которая наиболее ярко отражала чаяния городской и сельской бедноты.

## Действия, предпринятые эбертистами
- 1 января 1791 — начало регулярного издания газеты эбертистов «Пер Дюшен»
- 10 августа 1792 — лидер эбертистов Ж. Р. Эбер в сговоре с Шометтом участвовал в Повстанческой Коммуне. Избиения в тюрьмах.
- 31 мая 1793 — эбертисты приняли участие в свержении Жиронды в рамках парижских секций
- 4-5 сентября 1793 — «плебейский натиск» — наиболее крупное социальное выступление парижской бедноты, преимущественно рабочих, развернувшееся стихийно. Эбертисты примкнули к нему, придав ему более или менее организованный характер, и направили против богачей, в том числе новой крупной буржуазии.
- 29 сентября 1793 — под натиском санкюлотов, частично руководимых эбертистами, установлены твёрдые цены на предметы первой необходимости (приняты «максимумы цен»).
- Конец 1793 — антирелигиозные погромы в Париже, устроенные санкюлотами, в том числе эбертистами
- 2-5 марта 1794 — Заседание Клуба кордельеров, на котором прозвучали призывы к восстанию, целью которого должно было стать "новое 31 мая", то есть углубление Революции, очищение Конвента ("послать к чертям 105 мошенников-депутатов"), устранение умеренных (модерантистов) и продолжение террора, значительно ослабевшего к весне 1794 г. Параллельно с этим - появление на улицах Парижа мятежных афиш и выступление секции Марата с целью нормализовать продовольственную ситуацию в столице[4].

## Декрет о подозрительных. Разгром эбертистского движения
Первыми критиками якобинского террористического режима выступили «бешеные» во главе с Жаком Ру. Против произвольных арестов выступал также Шометт, за что вскоре был исключён из рядов эбертистов. Начались казни. Свыше 75 % смертных приговоров было вынесено за участие в мятеже или за призыв к мятежу. Жертвами репрессий стали в первую очередь «бешеные» и те, кто был близок к ним. 8 сентября 1793 г. комитет Общественной безопасности выдал ордер на арест эбертиста Варле. С «бешеными» и их агитацией было покончено, причём Коммуна Парижа и лично Эбер и Шометт вступились за Варле (однако в преследовании Жака Ру они приняли самое активное участие).
Начиная с марта-апреля 1794 г. якобинский террор обрушился на самих эбертистов и близких им деятелей, а также на довольно широкие круги секционного актива. Повод к этому дали Эбер и другие руководители кордельеров, выступившие 12-14 вантоза 2-го года (2-4 марта 1794 г.) с авантюристским призывом к «новому 31 мая» с целью очистки Конвента от «новых бриссотинцев». Несмотря на то, что кордельеры не перешли к реальной практической подготовке восстания, правительственные комитеты поспешили начать репрессии. Были арестованы Эбер и его друзья, Шометт и масса других лиц, даже не имевших отношения к попытке восстания кордельеров. 21-24 марта состоялся процесс эбертистов, 10-13 апреля — процесс Шометта. По этому делу проходил в частности Жан-Батист Гобель, отказавшийся от сана католический епископ Парижа, сочувствующий эбертистскому движению. Обвиненные в заговоре против свободы французского народа и национального представительства, в стремлении низвергнуть республиканское правительство, все они были гильотинированы.

## Историография феномена эбертизма
Споры вкруг характерных черт и особенностей эбертизма разгорелись ещё в ходе Великой французской революции. Они-то и стали предметом борьбы политических группировок якобинского блока. Чтобы скомпрометировать эбертистов в глазах общественности, против них направляли популярную в годы революции мысль об иностранном заговоре, обвиняли Эбера и сторонников в безнравственности, карьеризме.
Термидорианцы называли Эбера одним из вождей «аристократической партии» — наряду с Мирабо, Бриссо, Робеспьером и Дантоном. Они обвиняли Эбера в принятии декрета о максимуме цен на предметы первой необходимости.
Историк Г. Кунов (лидер ревизионистов) создал свою схему социально-политических группировок внутри якобинской диктатуры. Автор отмечал, что левые якобинцы были представителями «беднейшей части парижской мелкой буржуазии», однако не включал туда эбертистов. Он полагал, что позиции Эбера и Ко «определялись интересами пролетарской интеллигенции». Он объяснял пропаганду революционного террора и лозунгов восстания на страницах «Пер Дюшен» анархизмом Эбера в вопросе государственности и нравственности.
В 1922 году вышла первая часть капитального труда Ф. Брэша о газете «Пер Дюшен». Автор детально рассмотрел историю революционного клубка во Франции. Это позволило ему опровергнуть обвинение Эбера в литературной краже издания «Папаша Дюшен» у почтового служащего Лемэра (обвинение было выдвинуто на страницах другого периодического издания того времени — «Старого Кордельера»). Брэш установил некоторые имена сотрудников Эбера, источники, которыми он пользовался при подготовке выпусков своей газеты, изучил стиль и язык Эбера, составил даже словарь, куда поместил фразеологические обороты, изобретенные Эбером.
Крупнейший историк Великой французской революции А. Матьез рассматривал эбертизм как очень широкое общественно-политическое течение, отнюдь не ограниченное рамками столицы. Матьез изучил борьбу правых и левых в департаментах — дантонистов и эбертистов — и выяснил, что в основе борьбы были лозунги «Пер Дюшен»: соблюдение максимума, пропаганда культа Разума, режим революционного террора. Автор также выразил мысль о формировании слоя революционной бюрократии, материальное положение которой было тесно связано с развитием революции и применением крайних мер. Хотя, как нам кажется, автор несколько переоценил их роль во время «плебейского натиска» начала сентября 1793 года, который назвал «эбертистской революцией».
Советские историки особое внимание уделяли изучению периода якобинской диктатуры. Поэтому эбертисты также оказались в поле их зрения. К примеру, Н. М. Лукин, наиболее авторитетный историк новой марксистской школы, писал об эбертистах как об интеллигентски-анархической группировке, противопоставляя её руководству Парижской Коммуны. Он рассматривал эбертистов наряду с «бешеными» как наиболее левые политические группировки, олицетворяющие идею революционно-демократической диктатуры народных масс в Великой Французской Революции. Обобщением довоенной советской историографии стал капитальный труд «Французская буржуазная революция 1789—1794 гг.» под ред. акад. Е. В. Тарле и В. П. Волгина, в котором были выделены главные признаки эбертизма, определена социальная база этого политического течения — полупролетарские слои мелкой буржуазии и часть рабочих.
Указанные оценки повлияли и на послевоенную историческую науку. Между тем, плодотворное влияние на изучение эбертизма оказывали исследования, благодаря которым углублялись представления об отдельных признаках этого течения.
Например, историк Р. М. Тонкова-Яковкина рассмотрела борьбу течений внутри якобинского блока по вопросам революционного террора и максимума. Указав на двойственность якобинского террора, исследовательница утверждала, что Эбер отстаивал его демократический характер, требовал обрушить репрессии не только против политических врагов, но и против собственников, саботировавших меры по регламентации экономики. По её мнению, Эбер выступал в роли «преемника» «бешеных».
Другая важная проблема — вопрос о месте эбертизма в демократическом движении во время якобинской диктатуры — был поставлен в работах В. Г. Ревуненкова. Привлечённый им материал из «Пер Дюшен» и другие документы свидетельствовали о том, что влиятельное течение «не находит себе места» из-за некоторой упрощённости схемы якобинской диктатуры, сложившейся в советской историографии. Автор высказывает мысль о том, что деятельность Парижской Коммуны, революционной армии и других организаций, контролируемых эбертистами, служила прообразом ленинской идеи о революционно-демократической диктатуре «низов».
Оценки эбертизма французскими послевоенными историками зависели от их отношения к Великой французской революции. При этом некоторые из них прибегали к весьма нетривиальным подходам к исследованию феномена эбертизма. Так, Ж. Гийому применил к тексту «Пер Дюшен» метод лингвистического анализа и выявил ключевые термины этой газеты. Он выяснил, что слово «санкюлот» Эбером употреблялось как для социальной характеристики, так и в более широком — политическом — контексте, приближаясь к понятию «патриот». Автор показал, что язык и стиль революционного лубка служили установлению и сохранению союза плебейских слоёв населения с революционной буржуазией.